# 田辺元三郎
田辺 元三郎（たなべ もとさぶろう、1913年9月29日 - 1997年5月2日）は、日本の経営者。東京田辺製薬社長を務めた。東京都出身。

## 経歴
1936年に早稲田大学政治経済学部経済学科を卒業。1934年6月に田辺元三郎商店取締役に就任し、1935年12月に代表取締役を経て、1943年9月には東京田辺製薬社長に就任。1984年6月には取締役相談役に就任。
1997年5月2日心筋梗塞のために死去。83歳没。